# 雙草湖
雙草湖，是臺灣苗栗縣三義鄉的一個傳統地域名稱，位於該鄉北部。相較於今日行政區，其範圍大致與雙湖村相近。

## 歷史
台灣清治末期至日治初期，雙草湖地區為一街庄，稱為「雙草湖庄」，隸屬於苗栗一堡。該庄北與竹圍庄為鄰，東與新鷄隆庄為鄰，南邊為雙連潭庄、三叉河庄為鄰，西邊為福興庄、南和庄。
1901年（日治明治三十四年）11月，該庄隸屬於苗栗廳。1909年（明治四十二年）10月，改隸屬於新竹廳。1920年（大正九年），該庄改制為「雙草湖」大字，隸屬於新竹州苗栗郡三叉庄。
戰後三叉庄改制為三叉鄉，隸屬於新竹縣，大字亦改制為村。1950年桃、竹、苗分治，三叉鄉改隸屬於重新成立的苗栗縣。1953年11月，改名為三義鄉。

## 聚落
本地區發展較早的聚落有草藔、大坑、大湖、大坑尾、水尾、上湖、打瀾江等，在日治期初期的官方地圖上已有記載。此外，本地區尚有賴厝、雙草湖聚落。

## 交通

### 鐵路
台鐵山線大致以北偏東—南偏西走向轉北北西—南南東走向再轉縱向經過雙草湖地區中部偏東地帶。境內南部設有三義車站，屬三等站，僅停靠區間車，是成追線區間車及少部分縱貫線區間車的折返點。

### 公路

#### 國道
國道一號，又稱「中山高速公路」，是台灣西部兩條縱向高速公路之一，大致以縱向蜿蜒經過本地區西湖溪谷地東側山腰地帶。境內未設交流道，北側最近的是銅鑼科學園區銅科北路交會口且可與省道台13線連結的銅鑼交流道，南側最近的是鄉道苗51線交會口的三義交流道，由此等進入可快速前往國道1號沿線各地。

#### 省道
台13線，俗稱「尖豐公路」，是香山內湖至豐原的幹道，在本地區境內大致與國道1號併行而位於其西側與西湖溪之間。由該道路向北可前往銅鑼、苗栗、造橋等地，向南可前往三義市區、后里、豐原並止於省道台3線路口。

#### 鄉道
苗48線，是通霄福興里至雙湖村的道路，其東側端點位於本地區南部雙草湖聚落西北側省道台13線陸橋下路口。由此向北偏西轉西南西再轉西南蜿蜒出境後，可前往福興地區的大坑、新庄子並止於縣道121號路口。